# ویندم (مینیاپولیس)
ویندم (به انگلیسی: Windom) یک منطقهٔ مسکونی در ایالات متحده آمریکا است که در مینیاپولیس واقع شده‌است. ویندم ۴٬۹۸۰ نفر جمعیت دارد.